# Едріан (Орегон)
Едріан (англ. Adrian) — місто (англ. city) в США, в окрузі Малер штату Орегон. Населення — 157 осіб (2020).

## Географія
Едріан розташований за координатами 43°44′27″ пн. ш. 117°4′15″ зх. д. / 43.74083° пн. ш. 117.07083° зх. д. (43.740826, -117.070882).  За даними Бюро перепису населення США в 2010 році місто мало площу 0,63 км², уся площа — суходіл.

### Клімат
| Клімат : Едріан         | Клімат : Едріан | Клімат : Едріан | Клімат : Едріан | Клімат : Едріан | Клімат : Едріан | Клімат : Едріан | Клімат : Едріан | Клімат : Едріан | Клімат : Едріан | Клімат : Едріан | Клімат : Едріан | Клімат : Едріан | Клімат : Едріан |
| Показник                | Січ.            | Лют.            | Бер.            | Квіт.           | Трав.           | Черв.           | Лип.            | Серп.           | Вер.            | Жовт.           | Лист.           | Груд.           | Рік             |
| Абсолютний максимум, °C | 21,1            | 19,4            | 27,8            | 35,0            | 36,7            | 43,3            | 43,9            | 42,2            | 39,4            | 36,7            | 23,9            | 21,7            | 43,9            |
| Середній максимум, °C   | 3,2             | 7,6             | 13,6            | 19,2            | 24,4            | 28,6            | 34,3            | 33,1            | 26,9            | 19,7            | 10,4            | 4,6             | 18,8            |
| Середній мінімум, °C    | −6,6            | −3,8            | −1,3            | 2,6             | 6,8             | 10,6            | 14,1            | 12,6            | 7,2             | 2,1             | −2,7            | −4,9            | 3,1             |
| Абсолютний мінімум, °C  | −33,9           | −26,1           | −12,8           | −8,3            | −4,4            | −0,6            | 3,3             | −1,1            | −8,9            | −9,4            | −18,3           | −37,2           | −37,2           |
| Норма опадів, мм        | 29              | 22              | 17              | 19              | 22              | 21              | 5               | 7               | 11              | 18              | 23              | 26              | 220             |
| Днів з опадами          | 8               | 7               | 6               | 5               | 5               | 5               | 1               | 2               | 3               | 4               | 6               | 7               | 59,0            |
| ----------------------- | --------------- | --------------- | --------------- | --------------- | --------------- | --------------- | --------------- | --------------- | --------------- | --------------- | --------------- | --------------- | --------------- |
| Джерело:                |                 |                 |                 |                 |                 |                 |                 |                 |                 |                 |                 |                 |                 |

## Демографія
Згідно з переписом 2010 року, у місті мешкало 177 осіб у 70 домогосподарствах у складі 45 родин. Густота населення становила 280 осіб/км².  Було 78 помешкань (123/км²).
Расовий склад населення:
| - 89,8 % — білих - 1,1 % — азіатів - 0,6 % — корінних американців - 2,8 % — осіб інших рас |

До двох чи більше рас належало 5,6 %. Частка іспаномовних становила 27,1 % від усіх жителів.
За віковим діапазоном населення розподілялося таким чином: 22,0 % — особи молодші 18 років, 55,4 % — особи у віці 18—64 років, 22,6 % — особи у віці 65 років та старші. Медіана віку мешканця становила 44,4 року. На 100 осіб жіночої статі у місті припадало 96,7 чоловіків;  на 100 жінок у віці від 18 років та старших — 94,4 чоловіків також старших 18 років.
Середній дохід на одне домашнє господарство  становив 48 500 доларів США (медіана — 37 083), а середній дохід на одну сім'ю — 54 280 доларів (медіана — 39 375). Медіана доходів становила 29 688 доларів для чоловіків та 24 375 доларів для жінок. За межею бідності перебувало 14,3 % осіб, у тому числі 25,0 % дітей у віці до 18 років та 3,7 % осіб у віці 65 років та старших.
Цивільне працевлаштоване населення становило 77 осіб. Основні галузі зайнятості: виробництво — 22,1 %, мистецтво, розваги та відпочинок — 18,2 %, сільське господарство, лісництво, риболовля — 13,0 %, освіта, охорона здоров'я та соціальна допомога — 10,4 %.